# Virsliga 2001
La Virsliga 2001 fue la undécima edición del torneo de fútbol a nivel de clubes más importante de Letonia desde su independencia de la Unión Soviética y que contó con la participación de 8 equipos.
El Skonto FC fue el campeón por undécima ocasión consecutiva.

## Clasificación
| Pos. | Equipo                 | Pts. | PJ | G  | E | P  | GF | GC  | Dif. | Clasificación o descenso                      |
| ---- | ---------------------- | ---- | -- | -- | - | -- | -- | --- | ---- | --------------------------------------------- |
| 1    | Skonto (C)             | 68   | 28 | 22 | 2 | 4  | 94 | 26  | +68  | Primera Ronda Clasificatoria Champions League |
| 2    | Ventspils              | 67   | 28 | 22 | 1 | 5  | 69 | 21  | +48  | Ronda Clasificatoria UEFA Cup                 |
| 3    | Liepājas Metalurgs     | 64   | 28 | 20 | 4 | 4  | 60 | 24  | +36  | Ronda Clasificatoria UEFA Cup                 |
| 4    | Dinaburg               | 50   | 28 | 15 | 5 | 8  | 60 | 29  | +31  | Primera Ronda Intertoto Cup                   |
| 5    | PFK Daugava            | 38   | 28 | 12 | 2 | 14 | 37 | 38  | −1   |                                               |
| 6    | Valmiera               | 19   | 28 | 5  | 4 | 19 | 28 | 56  | −28  |                                               |
| 7    | Rīga                   | 14   | 28 | 3  | 5 | 20 | 25 | 72  | −47  |                                               |
| 8    | Zibens/Zemessardze (D) | 4    | 28 | 1  | 1 | 26 | 11 | 118 | −107 | Descenso a la Primera Liga de Letonia         |

 Fuente: 

## Resultados
| Local \ Visitante  | DIN | MET | PFK | RĪG | SKO  | VAL | VEN | ZIB  |
| ------------------ | --- | --- | --- | --- | ---- | --- | --- | ---- |
| Dinaburg           |     | 3–3 | 3–0 | 2–0 | 0–1  | 4–0 | 1–4 | 11–1 |
| Liepājas Metalurgs | 1–0 |     | 2–0 | 2–1 | 4–2  | 2–1 | 2–1 | 2–0  |
| PFK Daugava        | 0–1 | 1–4 |     | 4–0 | 0–5  | 1–1 | 2–0 | 6–0  |
| Rīga               | 2–3 | 1–4 | 1–1 |     | 1–6  | 3–2 | 0–1 | 2–0  |
| Skonto             | 1–0 | 1–1 | 0–2 | 1–0 |      | 3–1 | 3–2 | 5–0  |
| Valmiera           | 1–1 | 0–1 | 1–2 | 3–0 | 1–2  |     | 1–2 | 4–1  |
| Ventspils          | 2–2 | 2–1 | 1–0 | 6–1 | 2–0  | 2–0 |     | 9–0  |
| Zibens/Zemessardze | 0–1 | 0–4 | 0–4 | 1–5 | 0–11 | 0–1 | 1–4 |      |

| Local \ Visitante  | DIN | MET | PFK | RĪG | SKO | VAL | VEN | ZIB |
| ------------------ | --- | --- | --- | --- | --- | --- | --- | --- |
| Dinaburg           |     | 0–0 | 2–0 | 1–1 | 0–2 | 6–1 | 1–0 | 4–1 |
| Liepājas Metalurgs | 2–1 |     | 2–0 | 1–0 | 1–2 | 3–0 | 1–2 | 4–0 |
| PFK Daugava        | 1–3 | 1–2 |     | 3–1 | 0–2 | 3–0 | 0–2 | 2–0 |
| Rīga               | 1–2 | 1–3 | 0–2 |     | 0–5 | 1–1 | 0–2 | 0–0 |
| Skonto             | 2–0 | 2–2 | 3–0 | 9–1 |     | 3–1 | 2–0 | 7–2 |
| Valmiera           | 0–3 | 0–2 | 0–1 | 1–1 | 2–3 |     | 0–4 | 2–0 |
| Ventspils          | 2–0 | 2–0 | 2–0 | 3–0 | 3–2 | 2–0 |     | 3–1 |
| Zibens/Zemessardze | 0–5 | 0–4 | 0–1 | 3–1 | 0–9 | 0–3 | 0–4 |     |

## Goleadores
| # | Nombre              | Club                  | Goles |
| - | ------------------- | --------------------- | ----- |
| 1 | Mihails Miholaps    | Skonto FC             | 23    |
| 2 | Aleksandr Katasonov | FK Liepājas Metalurgs | 23    |
| 3 | David Chaladze      | Skonto FC             | 21    |
| 4 | Stanislav Dubrovin  | Dinaburg FC           | 20    |
| 5 | Yevgeniy Landyrev   | FK Ventspils          | 18    |

## Premios
| Mejor | Nombre             | Club         |
| ----- | ------------------ | ------------ |
| ARQ   | Vadims Fjodorovs   | Dinaburg FC  |
| DEF   | Mihails Zemļinskis | Skonto FC    |
| VOL   | Igors V. Stepanovs | FK Ventspils |
| DEL   | David Chaladze     | Skonto FC    |